# Taliban (kriminelle Vereinigung)
Die Taliban sind eine kenianische kriminelle Vereinigung, die außer dem Namen keinerlei Verbindung zu den afghanischen Taliban haben. Sie gehören dem Stamm der Luo an und fühlen sich dem Luo-Führer und mehrfachen kenianischen Präsidentschaftskandidaten Raila Odinga verpflichtet. Ihr Führer ist Joash Oluande, ein wiedergeborener Christ. Sie rekrutieren sich vornehmlich aus Mathare, Huruma, Baba Dogo, Kariobangi North und Kariobangi South quarters, Slums in Nairobi. Ihr Hauptgegner sind die Mungiki vom Stamm der Kikuyu.

## Geschichte
Die Taliban entstanden als Ableger der Baghdad Boys, der ursprünglichen Gruppierung, die die Antwort der Luo-Stämme auf die Mungiki war. Die Baghdad Boys von Kisumu entstanden Anfang der 1990er Jahre etwa zur Zeit des 2. Golfkriegs, was Rückschlüsse auf die Wahl des Namens gibt.  Sie wurden bei den ersten kenianischen Parlamentswahlen nach Einführung des Mehrparteiensystems 1992 und 1997 häufig als Miliz eingesetzt. Die Gruppe, die zuletzt in den Nairobier Slums Mathare und Ruaraka aktiv war, löste sich später in mehrere Fraktionen auf, wobei die Taliban die größte und einflussreichste war. Weitere Splittergruppen sind ChinaSquadNyalenda Base, Chief Squad, Nyamasaria Massive, Kenda Kenda, Kondele Bagdad for Peace, Karamojong Boys, Saba Saba, Artur Margaryan, Kebago und American Marines.
Die Taliban spalteten sich etwa 2001 in den Eastlands Slums in Nairobi von den Bagdad Boys ab, weil sich Luos zunehmend von Mungikis ausgebeutet und bedroht fühlten. Der Name Taliban ist eine Anspielung der Luo auf die Art und Weise, wie die Menschen in Afghanistan gegen die amerikanische Besatzung Widerstand geleistet haben, indem sie Steine warfen. Dies ist eine Gemeinsamkeit, da Luo-Männer gerne mit Steinen als Waffe kämpfen.
Die Taliban begannen als Kamjeshi. In der kenianischen Jugendsprache Sheng bezeichnet dieser Begriff Gruppen von jungen Männern, die an Bushaltestellen und öffentlichen Verkehrsmitteln gegen eine Gebühr für Sicherheit sorgen. Die Taliban hatten von Anfang an politische Zugehörigkeiten, aber ihre politischen Bindungen und ihr ethnisches Profil wurden in der Auseinandersetzung mit Mungiki um die Kontrolle der Verkehrswege noch deutlicher.
Bereits 2002 wurden die Taliban, zusammen mit den Mungiki, polizeilich verboten. Auslöser war ein Kampf im Nairobier Slum Kariobangi an dem 300 Mitgliedern beider Gangs beteiligt waren. Im Laufe dieser Auseinandersetzung  kamen 21 Jugendliche beider Seiten durch Äxte und Macheten zu Tode. Auslöser waren Streitigkeiten im Bezug auf die Vormacht im Kampf um Schutzgelder im Nahverkehr und die Kontrolle  der Matatus.
Im Jahr 2006 kam es erneut zu massiven Konflikten zwischen Mungiki und Taliban, als die Mungiki in einem Slum eine höhere Abgabe auf Changaa eintreiben wollten, ein Bereich in dem auch die Taliban aktiv sind.  Die Brauer und Brenner riefen die Taliban zur Hilfe, Gewaltexzesse folgten, bei denen die Taliban auch von den Baghdad Boys, Sakina youth und Dallas youth unterstützt wurden.
Im Jahr 2007 bekam die Konfrontation zwischen beiden Gruppen  immer mehr politische Dimensionen, da die Taliban mit dem Orange Democratic Movement von Raila Odinga verbündet waren und Mungiki der Party of National Unity von Mwai Kibaki  verbunden waren.
In den Parlamentswahlen 2007 traten die Taliban als Bürgerwehr gegen die ethnische Säuberung der Kikuyu auf, in der 1.500 Menschen ermordet wurden, davon 20 Menschen durch die Mungiki enthauptet.  Letztendlich ging es aber für die Taliban darum, Mungiki-Gebiete in Mathare zu übernehmen. So konnten zum Beispiel illegale Changaa-Brauereien in Bodeni, ehemals Munigik-Gebiet, übernommen werden.
Auch in der Wahlperiode  2017/2018 kamen  bei Auseinandersetzungen zwischen  Anhängern  der beiden Lager und der Polizei  zwischen 1000 und 1.500 Menschen  zu Tode. Ein ähnliches, wenn auch abgeschwächtes, Bild zeigte sich bei den Präsidentschaftswahlen im August 2022.

## Einnahmequellen
Haupteinnahmequellen der Taliban sind der Changaa-Handel, Schutzgelderpressung, besonders bei Betreibern des öffentlichen Nahverkehrs, hier speziell Matatus, der Verkauf von gestohlenem Strom, Mobilisierung der Menschen zur Teilnahme an politischen Versammlungen, Beilegung von Streitigkeiten, Bereitstellung von Wasser, bewaffneter Raubüberfall, Drogenhandel, Fahrzeugdiebstahl und -handel, Entführung zur Erpressung von Lösegeld, Geldwäsche, Diebstahl von Antiquitäten, Viehdiebstahl, Geldeintreibung für Vermieter, Gebühren für Toilettenbenutzung, die Kontrolle städtischer Müllkippen, und informelle Sicherheitsdienste. Frauen werden für Spionage und die Aufbewahrung gestohlener Beute, für den Drogenhandel und für sexuelle Dienstleistungen beschäftigt.

## Selbstverständnis
Die Taliban bilden Allianzen mit Gangs (People's Liberation Army und the Group of 41) des Kalendjin Stammes zu dem der 2022 gewählte Staatspräsident Wiliam Ruto gehört.
Die Taliban sehen sie selbst im Dienst der Luo-Bevölkerung, um Gerechtigkeit auszuüben und bei Übergriffen der Mungiki zu schützen. Sie sind berüchtigt für ihre öffentlichen Hinrichtungen, bei denen der Schuldige gesteinigt wird, bis er nicht mehr laufen kann, um ihn dann bei lebendigem Leibe zu verbrennen.
Zu den Waffen der Taliban gehören Steinschleudern und Macheten.